# Struna hřbetní

Kopinatec plžovitý je jeden z bezlebečných živočichů, kteří mají strunu hřbetní po celý život; na tomto schématu je pod číslem (2), hnědě

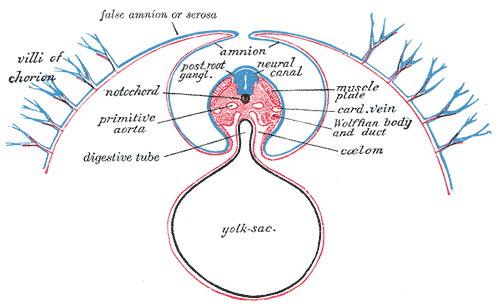
Průřez lidským embryem, notochord je černé kolečko pod modře vyznačenou nervovou trubicí

Struna hřbetní (chorda dorsalis, též notochord) je společný znak strunatců. Vzniká z entodermu, tzv. chordomezodermu, a tvoří ji pružná chondroidní tkáň, která připomíná chrupavku. Během embryonálního vývoje se jedná o významné indukční centrum, jelikož stimuluje vývoj osových součástí zárodku.
Vznik a evoluční vývoj této struktury je stále diskutovaným tématem.

## Výskyt
U pláštěnců mimo vršenek není v dospělosti přítomna. Kopinatci ji mají po celý život. U obratlovců je silně na ústupu (už v embryogenezi), zatlačuje ji chrupavka nebo kostní tkáň. U obratlovců přetrvávají pouze její zbytky jako nucleus pulposus v meziobratlové ploténce 

## Vývoj u člověka
Klíčem ke vzniku notochordu u lidského embrya je pochopení procesu gastrulace: nořící se epiblastové buňky vytvářejí tímto způsobem entodermální a mezodermální tkáně. Jednou z nich je i notochord čili struna hřbetní. Část buněk vnikajících primitivní brázdičkou do spodní části embrya se stáčí směrem k tzv. prechordální ploténce, o tu se zastaví a vytvoří hlavový úsek notochordu. Následně sice nakrátko zaniká, ale později se opět zvýrazňuje a tvoří pevnou osu vedoucí od Hensenova uzlu (na jednom konci brázdičky) až po prechordální ploténku. Díky procesu neurální indukce později dojde nad chordou ke vzniku nervové trubice (osa nervové soustavy) a později i základů dalších struktur.